# Buriats de l'Aguin
|  | Per a altres significats, vegeu «Aga Buriàtia». |

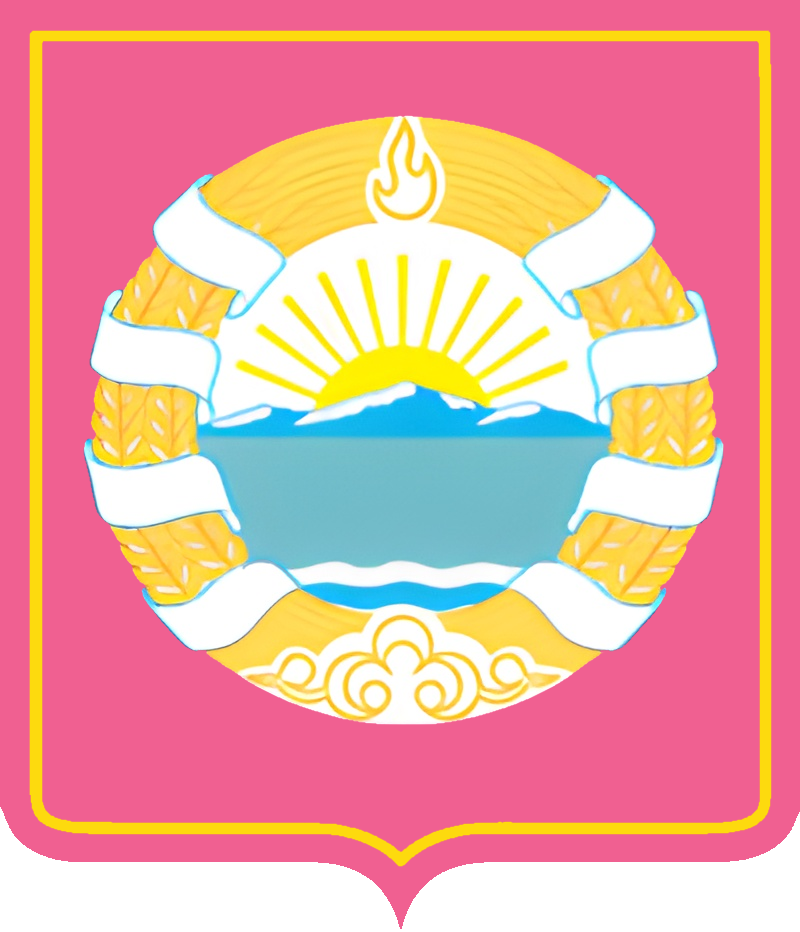
Escut d'armes del districte dels Buriats de l'Aguin

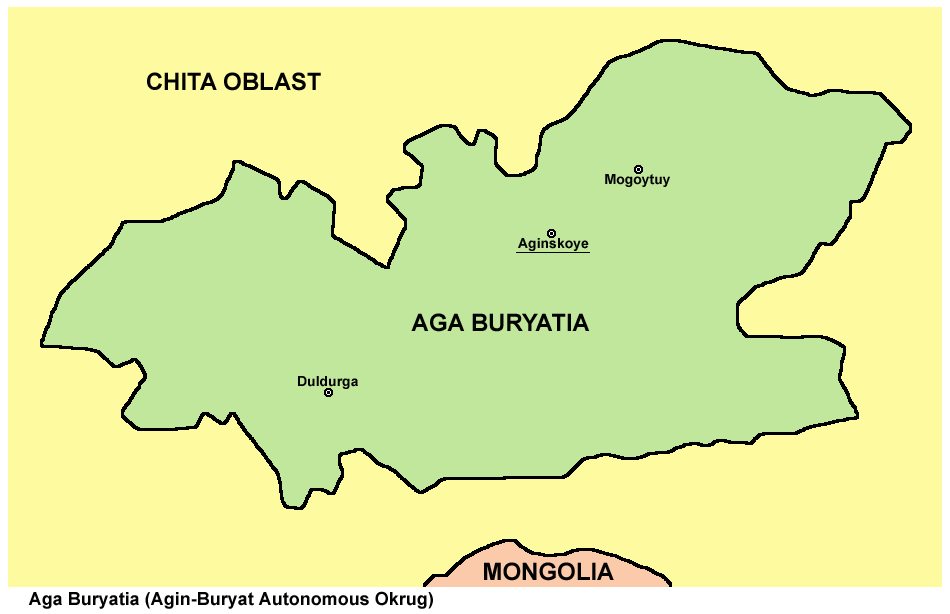
Mapa del Districte dels Buriats de l'Aguin

El districte (ókrug) dels buriats de l'Aguin (buriat: Агын Буряадай тойрог, Agyn Buriaadai toirog; rus: Аги́нский-Буря́тский о́круг), o Aga Buriàtia, és una divisió administrativa del territori de Transbaikàlia, Rússia. Fou un subjecte federal de Rússia anomenat Districte Autònom d'Aga Buriàtia fins que es va fusionar amb la província de Txità per a formar el territori de Transbaikàlia l'1 de març de 2008. El seu centre administratiu és l'assentament de tipus urbà d'Aguínskoie.
- Àrea: 19.312,3 quilòmetres quadrats (7.456,5 sq mi)
- Població: 77.167 (cens de 2010); 72.213 (cens de 2002); 77.032 (cens de 1989).[2]

## Grups ètnics
Els residents de l'àrea autònoma (segons el cens del 2002) es van identificar com a pertanyents a 54 grups ètnics diferents. La majoria d'ells es consideraven buriats (62.5%) o russos (35,1%); els tàtars amb 390 persones (0,5%) seguien a molta distància com a tercer grup més nombrós a la regió.